# Elsborg
Elsborg är en stadsdel i den gamla trästaden Falun och ligger på den gruvliga sidan av staden. Den har bevarat den gamla trädstadens låga, faluröda hus med trånga och slingrande gränder. Ett undantag är dock Elsborgs slott, en byggnad med helt andra stilideal än de låga timmrade stugorna som varit gruvarbetarnas bostäder.
Elsborg bebyggdes efter 1646 och är idag en av Faluns bäst bevarade stadsdelar med bebyggelse från 1600-tal till 1900-tal. Området anlades till en början för att lösa bostadsbristen bland de många gruvarbetarna. Ett stort antal gruvarbetarstugor finns bevarade än idag.
Här växte bland annat den kände revy- och kabaré-kungen Ernst Rolf upp. I dag finns Ernst Rolf-gården kvar som en kvartersgård och ett slags museum över honom.